# Лёгкая атлетика на летней Спартакиаде народов СССР 1975
Соревнования по лёгкой атлетике на VI летней Спартакиаде народов СССР проходили с 27 по 30 июля 1975 года в Москве на Центральном стадионе имени В. И. Ленина. По традиции, состязания одновременно имели статус чемпионата СССР по лёгкой атлетике. На протяжении четырёх дней были разыграны 37 комплектов медалей. Победители чемпионата и Спартакиады народов СССР в многоборьях определились ранее, 7—9 июня, в Таллине.
Во всех шести Спартакиадах, которые начали проводиться в 1956 году, участвовали три легкоатлета: Владимир Ляхов (метание диска, завоевал бронзовую медаль), Ламара Тугуши (метание диска) и Антонина Иванова (толкание ядра).
На соревнованиях было установлено два рекорда СССР. В женском беге на 100 метров с барьерами Наталья Лебедева улучшила собственное достижение на 0,2 секунды, с 13,0 до 12,8. Владимир Кишкун взял рекордную высоту в прыжке с шестом — 5,45 м, на 4 сантиметра лучше прежнего результата. Предыдущий рекордсмен, Юрий Исаков, занял второе место с лучшей попыткой на 5,40 м.
Светлана Крачевская во второй раз оказалась сильнейшей в стране среди толкательниц ядра. Она установила личный рекорд 21,02 м, став второй советской спортсменкой, показавшей результат дальше 21 метра (после рекордсменки СССР Надежды Чижовой).
Как и четырьмя годами ранее, трёхкратным чемпионом Спартакиады стал олимпийский чемпион Валерий Борзов, выигравший бег на 100 и 200 метров, а также эстафету 4×100 метров. Таким образом, по общему числу золотых медалей (шесть) он повторил рекорд Спартакиад Галины Поповой (побеждала в 1959 и 1963 годах).
Близка к аналогичному достижению была и Надежда Бесфамильная: к трём золотым медалям в 1971 году (100 м, 200 м, эстафета 4×100 м) она добавила ещё две в 1975-м (200 м, эстафета 4×100 м) и одну серебряную (100 м).
Виктор Санеев защитил титул чемпиона в тройном прыжке и показал лучший результат в истории соревнований — 17,33 м. До собственного национального рекорда ему не хватило 11 см.
В пятый раз (четвёртый подряд) чемпионкой страны в метании диска стала Фаина Мельник, отправившая снаряд на 67,80 м.
Соревнования чемпионата СССР по кроссу прошли 20 апреля в Тбилиси (не входили в программу VI летней Спартакиады народов СССР).

## Командное первенство
| Место | Команда             |
| ----- | ------------------- |
| 1     | Москва              |
| 2     | Украинская ССР      |
| 3     | РСФСР               |
| 4     | Ленинград           |
| 5     | Белорусская ССР     |
| 6     | Латвийская ССР      |
| 7     | Казахская ССР       |
| 8     | Литовская ССР       |
| 9     | Азербайджанская ССР |
| 10    | Эстонская ССР       |
| 11    | Молдавская ССР      |
| 12    | Узбекская ССР       |
| 13    | Туркменская ССР     |
| 14    | Киргизская ССР      |
| 15    | Армянская ССР       |
| 16    | Грузинская ССР      |
| 17    | Таджикская ССР      |

## Призёры

### Мужчины
| Дисциплина             | Золото                                                                                    | Золото    | Серебро                                                                    | Серебро   | Бронза                                                                             | Бронза    |
| ---------------------- | ----------------------------------------------------------------------------------------- | --------- | -------------------------------------------------------------------------- | --------- | ---------------------------------------------------------------------------------- | --------- |
| 100 м                  | Валерий Борзов Украинская ССР Киев                                                        | 10,2      | Александр Корнелюк Москва                                                  | 10,3      | Николай Колесников Ленинград                                                       | 10,4      |
| 200 м                  | Валерий Борзов Украинская ССР Киев                                                        | 20,6      | Сергей Владимирцев Туркменская ССР Ашхабад                                 | 20,9      | Владимир Ловецкий Белорусская ССР Минск                                            | 20,9      |
| 400 м                  | Павел Козбан Ленинград                                                                    | 46,8      | Семён Кочер РСФСР Ессентуки                                                | 46,8      | Геннадий Иванов Узбекская ССР Чирчик                                               | 46,9      |
| 800 м                  | Владимир Пономарёв РСФСР Ростов-на-Дону                                                   | 1.47,3    | Георгий Чернышёв Москва                                                    | 1.47,8    | Евгений Аржанов Украинская ССР Киев                                                | 1.47,9    |
| 1500 м                 | Александр Андрусенко РСФСР Краснодар                                                      | 3.41,3    | Анатолий Мамонтов Молдавская ССР Кишинёв                                   | 3.41,8    | Николай Андреев Белорусская ССР Гродно                                             | 3.41,9    |
| 5000 м                 | Иван Парлуй РСФСР Смоленск                                                                | 13.38,0   | Владимир Затонский РСФСР Московская область                                | 13.38,4   | Анатай Ибраимов Киргизская ССР Фрунзе                                              | 13.44,8   |
| 10 000 м               | Энн Селлик Эстонская ССР Тарту                                                            | 28.21,6   | Николай Пуклаков РСФСР Чебоксары                                           | 28.23,2   | Анатолий Бадранков Казахская ССР Алма-Ата                                          | 28.23,8   |
| Марафон                | Григорий Виняр Ленинград                                                                  | 2:15.27,8 | Николай Пензин Казахская ССР Алма-Ата                                      | 2:15.56,0 | Александр Гоцкий Белорусская ССР Минск                                             | 2:16.32,0 |
| 3000 м с препятствиями | Владимир Лисовский Ленинград                                                              | 8.27,6    | Николай Майоров Белорусская ССР Брест                                      | 8.30,2    | Александр Величко Украинская ССР Ужгород                                           | 8.32,2    |
| 110 м с барьерами      | Виктор Мясников Белорусская ССР Минск                                                     | 13,6      | Эдуард Переверзев Москва                                                   | 13,7      | Вячеслав Кулебякин Ленинград                                                       | 13,8      |
| 400 м с барьерами      | Евгений Гавриленко Белорусская ССР Гомель                                                 | 49,5      | Дмитрий Стукалов Ленинград                                                 | 50,4      | Александр Карасёв Москва                                                           | 50,6      |
| Прыжок в высоту        | Александр Григорьев Белорусская ССР Минск                                                 | 2,21 м    | Марк Желнов Украинская ССР Кривой Рог                                      | 2,18 м    | Сергей Сенюков Украинская ССР Черновцы                                             | 2,18 м    |
| Прыжок с шестом        | Владимир Кишкун Ленинград                                                                 | 5,45 м    | Юрий Исаков РСФСР Свердловск                                               | 5,40 м    | не вручалась                                                                       |           |
| Прыжок с шестом        | Владимир Кишкун Ленинград                                                                 | 5,45 м    | Янис Лаурис Латвийская ССР Рига                                            | 5,40 м    | не вручалась                                                                       |           |
| Прыжок в длину         | Валерий Подлужный Украинская ССР Донецк                                                   | 8,02 м    | Тыну Лепик Эстонская ССР Таллин                                            | 7,75 м    | Алексей Переверзев Москва                                                          | 7,69 м    |
| Тройной прыжок         | Виктор Санеев Грузинская ССР Тбилиси                                                      | 17,33 м   | Николай Синичкин Латвийская ССР Рига                                       | 16,68 м   | Анатолий Пискулин Ленинград                                                        | 16,64 м   |
| Толкание ядра          | Валерий Войкин Ленинград                                                                  | 20,02 м   | Александр Барышников Ленинград                                             | 19,82 м   | Александр Носенко Украинская ССР Киев                                              | 19,68 м   |
| Метание диска          | Николай Вихор Москва                                                                      | 61,18 м   | Виктор Пензиков РСФСР Ставрополь                                           | 60,70 м   | Владимир Ляхов РСФСР Московская область                                            | 60,08 м   |
| Метание молота         | Валентин Дмитренко Украинская ССР Запорожье                                               | 75,88 м   | Алексей Спиридонов Ленинград                                               | 75,56 м   | Алексей Малюков Москва                                                             | 73,44 м   |
| Метание копья          | Николай Гребнев Белорусская ССР Витебск                                                   | 83,28 м   | Василий Ершов Украинская ССР Запорожье                                     | 81,80 м   | Иван Морголь Белорусская ССР Минск                                                 | 81,34 м   |
| Ходьба на 20 км        | Отто Барч Киргизская ССР Фрунзе                                                           | 1:27.12,0 | Евгений Ивченко Белорусская ССР Гродно                                     | 1:27.41,2 | Владимир Голубничий Украинская ССР Сумы                                            | 1:28.02,6 |
| Ходьба на 50 км        | Вениамин Солдатенко Казахская ССР Алма-Ата                                                | 3:58.54,8 | Евгений Люнгин Москва                                                      | 3:58.56,2 | Владимир Свечников Москва                                                          | 4:03.37,4 |
| Эстафета 4×100 м       | Украинская ССР · Валерий Ратушный · Алексей Голоурный · Владимир Атамась · Валерий Борзов | 39,5      | Москва Александр Лебедев Борис Изместьев Михаил Лебедев Александр Корнелюк | 39,5      | Ленинград Владимир Каширин Николай Колесников Александр Аксинин Вячеслав Кулебякин | 39,7      |
| Эстафета 4×400 м       | РСФСР · Евгений Борисенко · Валерий Юрченко · Леонид Королёв · Семён Кочер                | 3.07,4    | Москва Валерий Юдин Александр Карасёв Павел Литовченко Александр Братчиков | 3.07,9    | Ленинград Аркадий Медведь Павел Козбан Дмитрий Стукалов Виктор Михайлов            | 3.08,3    |

### Женщины
| Дисциплина        | Золото                                                                           | Золото  | Серебро                                                                               | Серебро | Бронза                                                                                           | Бронза  |
| ----------------- | -------------------------------------------------------------------------------- | ------- | ------------------------------------------------------------------------------------- | ------- | ------------------------------------------------------------------------------------------------ | ------- |
| 100 м             | Людмила Маслакова Москва                                                         | 11,3    | Надежда Бесфамильная Москва                                                           | 11,4    | Светлана Белова РСФСР Брянск                                                                     | 11,4    |
| 200 м             | Надежда Бесфамильная Москва                                                      | 22,8    | Татьяна Синёва Москва                                                                 | 23,2    | Светлана Белова РСФСР Брянск                                                                     | 23,2    |
| 400 м             | Надежда Ильина Москва                                                            | 51,8    | Ингрида Баркане Латвийская ССР Рига                                                   | 51,9    | Инта Климовича Латвийская ССР Рига                                                               | 52,5    |
| 800 м             | Нина Моргунова Украинская ССР Кременчуг                                          | 1.59,4  | Сармите Штула Латвийская ССР Рига                                                     | 2.00,8  | Равиля Измайлова Москва                                                                          | 2.02,3  |
| 1500 м            | Татьяна Казанкина Ленинград                                                      | 4.07,9  | Ольга Двирна Ленинград                                                                | 4.12,0  | Татьяна Галстян РСФСР Московская область                                                         | 4.14,0  |
| 3000 м            | Раиса Катюкова Украинская ССР Бровары                                            | 9.00,6  | Светлана Ульмасова Узбекская ССР Андижан                                              | 9.03,2  | Гиана Романова РСФСР Чебоксары                                                                   | 9.10,4  |
| 100 м с барьерами | Наталья Лебедева Москва                                                          | 12,8    | Любовь Кононова Казахская ССР Алма-Ата                                                | 13,2    | Татьяна Анисимова Ленинград                                                                      | 13,2    |
| Прыжок в высоту   | Алла Федорчук Белорусская ССР Минск                                              | 1,85 м  | Галина Филатова Москва                                                                | 1,83 м  | Лариса Кузиленкова Молдавская ССР Кишинёв                                                        | 1,83 м  |
| Прыжок в длину    | Лидия Алфеева Москва                                                             | 6,67 м  | Капитолина Лотова РСФСР Горький                                                       | 6,35 м  | Галина Гопченко РСФСР Краснодар                                                                  | 6,32 м  |
| Толкание ядра     | Светлана Крачевская Москва                                                       | 21,02 м | Фаина Мельник Москва                                                                  | 18,83 м | Рима Макаускайте Литовская ССР Вильнюс                                                           | 18,57 м |
| Метание диска     | Фаина Мельник Москва                                                             | 67,80 м | Валентина Кузьменко Украинская ССР Донецк                                             | 61,90 м | Надежда Ероха Белорусская ССР Витебск                                                            | 60,84 м |
| Метание копья     | Леолита Блодниеце Латвийская ССР Рига                                            | 59,54 м | Светлана Бабич РСФСР Московская область                                               | 58,14 м | Нина Маракина Ленинград                                                                          | 55,50 м |
| Эстафета 4×100 м  | Москва Надежда Бесфамильная Людмила Маслакова Татьяна Синёва Вера Анисимова      | 43,7    | РСФСР · Наталья Карнаухова · Наталья Матвеева · Светлана Белова · Людмила Кондратьева | 44,0    | Украинская ССР · Надежда Коваленко · Ирина Кудрявцева · Наталья Писаревская · Татьяна Пророченко | 44,7    |
| Эстафета 4×400 м  | Латвийская ССР · Анна Дундаре · Сармите Штула · Ингрида Баркане · Инта Климовича | 3.30,2  | Москва Наталья Иванова Любовь Шибенкова Наталья Соколова Надежда Ильина               | 3.33,0  | РСФСР · Валентина Дегтярёва · Надежда Мушта · Татьяна Сторожева · Лариса Голованова              | 3.34,0  |

## Чемпионат СССР по многоборьям в программе Спартакиады
Чемпионы Спартакиады народов СССР в многоборьях определились 7—9 июня в эстонском Таллине. Надежда Ткаченко в третий раз подряд выиграла пятиборье на чемпионате страны.

### Мужчины
| Дисциплина   | Золото                               | Золото            | Серебро                               | Серебро          | Бронза                              | Бронза            |
| ------------ | ------------------------------------ | ----------------- | ------------------------------------- | ---------------- | ----------------------------------- | ----------------- |
| Десятиборье* | Николай Авилов Украинская ССР Одесса | 8229 очков (8126) | Леонид Литвиненко Украинская ССР Киев | 8152 очка (8031) | Леонид Кайдаш Белорусская ССР Минск | 7828 очков (7689) |

### Женщины
| Дисциплина | Золото                                 | Золото            | Серебро                     | Серебро          | Бронза                     | Бронза           |
| ---------- | -------------------------------------- | ----------------- | --------------------------- | ---------------- | -------------------------- | ---------------- |
| Пятиборье* | Надежда Ткаченко Украинская ССР Донецк | 4695 очков (4679) | Людмила Поповская Ленинград | 4553 очка (4491) | Ираида Степанова Ленинград | 4452 очка (4383) |

* Для определения победителя в соревнованиях многоборцев использовалась старая система начисления очков. Пересчёт с использованием современных таблиц перевода результатов в баллы приведён в скобках.

## Чемпионат СССР по кроссу
Чемпионат СССР по кроссу 1975 года состоялся 20 апреля в Тбилиси, столице Грузинской ССР.

### Мужчины
| Дисциплина  | Золото                         | Золото  | Серебро                                  | Серебро | Бронза                                  | Бронза  |
| ----------- | ------------------------------ | ------- | ---------------------------------------- | ------- | --------------------------------------- | ------- |
| Кросс 8 км  | Энн Селлик Эстонская ССР Тарту | 22.56,2 | Александр Лукович Белорусская ССР Гродно | 22.58,4 | Михаил Улымов РСФСР Волгоград           | 23.00,2 |
| Кросс 14 км | Минивасик Абдуллин РСФСР Уфа   | 41.59,8 | Леонид Мосеев РСФСР Челябинск            | 42.01,4 | Владимир Меркушин Белорусская ССР Минск | 42.07,4 |

### Женщины
| Дисциплина | Золото                                   | Золото | Серебро                              | Серебро | Бронза                                       | Бронза |
| ---------- | ---------------------------------------- | ------ | ------------------------------------ | ------- | -------------------------------------------- | ------ |
| Кросс 2 км | Татьяна Галстян РСФСР Московская область | 6.10,2 | Алла Тесленко Таджикская ССР Душанбе | 6.11,2  | Валентина Герасимова Казахская ССР Караганда | 6.11,4 |
| Кросс 3 км | Светлана Ульмасова Узбекская ССР Андижан | 9.21,0 | Людмила Брагина РСФСР Краснодар      | 9.24,6  | Галина Виноградова РСФСР Свердловск          | 9.26,0 |